# 1962年アメリカグランプリ
1962年アメリカグランプリ (1962 United States Grand Prix) は、1962年のF1世界選手権第8戦として、1962年10月7日にワトキンズ・グレン・グランプリ・サーキットで開催された。
本レースは100周で行われ、ロータスのジム・クラークがポール・トゥ・ウィンを飾り、BRMのグラハム・ヒルが2位、クーパーのブルース・マクラーレンが3位となった。

## レース概要
ロータスの新星ジム・クラークがシーズン3勝目を挙げ、2位に終わったグラハム・ヒルとの差を9点に縮め、ドライバーズチャンピオン争いに望みをつないだ。ブルース・マクラーレンは1周遅れだったが3位となった。

フェラーリは3年連続で、アメリカGPのために大西洋を渡らないことが決まった。チームにとっては悲惨な一年で、前年のチャンピオンが未勝利でコンストラクターズランキング6位に沈んだ。1.5Lレギュレーションの2年目にクライマックスとBRMによって投入された強力な新型V8エンジンが1962年シーズンを席巻し、1961年のフェラーリの利点は完全に消えてしまった。
その結果、フィル・ヒルは母国グランプリに出場できず、さらに悪いことに彼が解雇されたという情報が、グレンの信頼できる情報源から得られたのです！

金曜日の予選は、グラハム・ヒルとリッチー・ギンサーのBRM勢、クラーク、ジャック・ブラバム(デビュー2戦目のブラバム・BT3)が前年のコースレコード1分18秒2を上回った。クラークはその後、1分15秒8という驚異的なタイムを出し、2.5L時代にスターリング・モスが記録したタイムをも上回った。土曜日は雨が降ったため金曜日のタイムを上回れず、トップ6はクラーク、ギンサー、グラハム・ヒル、ダン・ガーニー、ブラバム、マクラーレンの順となった。
日曜日のレースは、4万人のファンが寒さと雨の脅威にさらされた。スタートでクラークがリードし、グラハム・ヒルは彼の後ろの2番手に飛び込んだ。以下、ギンサー、ブラバム、ガーニー、マクラーレンが続くが、チャンピオンを争うクラークとヒルが引き離し、3周目には早くもラップレコードを上回った。ガーニーはブラバムとギンサーを抜いて3位に浮上したが、11周目の「ループ」でハーフアウトしてしまい、ギンサーの後ろに下がった。
12周目、レースを先導するクラークとヒルは既に周回遅れをパスするところまで来ていた。クラークがトラフィックに引っかかる間に、ヒルがクラークを抜きトップに立った。しかし、クラークは19周目に予選タイムより速い1分15秒4を出し、ラップレコードを更新してヒルを抜き返した。ギンサーはギアボックスの不調に苦しんだが、35周目にシフトミスでエンジンがブローするまで素晴らしい走りを見せた。
クラークがヒルの前で快調に首位を走行する中、マクラーレンが3位のガーニーに迫り、57周目に追い抜いた。ガーニーのポルシェエンジンはパワーロスし始め、69周目にブラバムにも抜かれた。ブラバムは4位に入賞し、コンストラクター「ブラバム」としての初ポイントを獲得した。
クラークとヒルは3位以下を周回遅れにした。クラークは70周目に1分15秒0のファステストラップを記録し、チーム・ロータスへ2度目のアメリカGP優勝をもたらすために最大で17秒あったリードを緩めていった。「私は先頭に立ち、そこにとどまり続ける作戦を立てた」とクラークは語った。「スタート直前にドライコンディション向けのセッティングを施した。雨が止んだままで嬉しいよ！」クラークがチェッカーフラッグを受けた瞬間、霧雨が降り始めた。

## エントリーリスト
フェラーリはカーナンバー1、2、3でエントリーしていたが、前述の通り欠場したため空き番となった。ロブ・ウォーカー・レーシングチームはモーリス・トランティニアンとリカルド・ロドリゲスの2台をエントリーしていたが、トランティニアンのみの出場となったため、ロドリゲスが使用する予定だったカーナンバー7も空き番となった。
| チーム                                     | No. | ドライバー                       | コンストラクター | シャシー | エンジン                    |
| ------------------------------------------ | --- | -------------------------------- | ---------------- | -------- | --------------------------- |
| スクーデリア・フェラーリ SpA SEFAC         | 1   | ウィリー・メレス 1               | フェラーリ       | 156      | フェラーリ Tipo178 1.5L V6  |
| スクーデリア・フェラーリ SpA SEFAC         | 2   | ロレンツォ・バンディーニ 1       | フェラーリ       | 156      | フェラーリ Tipo178 1.5L V6  |
| スクーデリア・フェラーリ SpA SEFAC         | 3   | ジャンカルロ・バゲッティ 1       | フェラーリ       | 156      | フェラーリ Tipo178 1.5L V6  |
| オーウェン・レーシング・オーガニゼーション | 4   | グラハム・ヒル                   | BRM              | P57      | BRM P56 1.5L V8             |
| オーウェン・レーシング・オーガニゼーション | 5   | リッチー・ギンサー               | BRM              | P57      | BRM P56 1.5L V8             |
| ロブ・ウォーカー・レーシングチーム         | 6   | モーリス・トランティニアン       | ロータス         | 24       | クライマックス FWMV 1.5L V8 |
| ロブ・ウォーカー・レーシングチーム         | 7   | リカルド・ロドリゲス 1           | ロータス         | 24       | クライマックス FWMV 1.5L V8 |
| チーム・ロータス                           | 8   | ジム・クラーク                   | ロータス         | 25       | クライマックス FWMV 1.5L V8 |
| チーム・ロータス                           | 9   | トレバー・テイラー               | ロータス         | 25       | クライマックス FWMV 1.5L V8 |
| ポルシェ・システム・エンジニアリング       | 10  | ダン・ガーニー                   | ポルシェ         | 804      | ポルシェ 753 1.5L F8        |
| ポルシェ・システム・エンジニアリング       | 11  | ヨアキム・ボニエ フィル・ヒル 2  | ポルシェ         | 804      | ポルシェ 753 1.5L F8        |
| エキュリー・マールスベルゲン               | 12  | カレル・ゴダン・ド・ボーフォール | ポルシェ         | 718      | ポルシェ 547/3 1.5L F4      |
| デュポン・チーム・ゼレックス               | 14  | ロジャー・ペンスキー             | ロータス         | 24       | クライマックス FWMV 1.5L V8 |
| UDT・レイストール・レーシングチーム        | 15  | イネス・アイルランド             | ロータス         | 24       | クライマックス FWMV 1.5L V8 |
| UDT・レイストール・レーシングチーム        | 16  | マステン・グレゴリー             | ロータス         | 24       | BRM P56 1.5L V8             |
| ブラバム・レーシング・オーガニゼーション   | 17  | ジャック・ブラバム               | ブラバム         | BT3      | クライマックス FWMV 1.5L V8 |
| ヨーマン・クレジット・レーシングチーム     | 18  | ジョン・サーティース             | ローラ           | Mk4      | クライマックス FWMV 1.5L V8 |
| ヨーマン・クレジット・レーシングチーム     | 19  | ロイ・サルヴァドーリ             | ローラ           | Mk4      | クライマックス FWMV 1.5L V8 |
| クーパー・カー・カンパニー                 | 21  | ブルース・マクラーレン           | クーパー         | T60      | クライマックス FWMV 1.5L V8 |
| クーパー・カー・カンパニー                 | 22  | トニー・マグス                   | クーパー         | T60      | クライマックス FWMV 1.5L V8 |
| クーパー・カー・カンパニー                 | 23  | ティミー・メイヤー               | クーパー         | T53      | クライマックス FPF 1.5L L4  |
| ハップ・シャープ                           | 24  | ハップ・シャープ                 | クーパー         | T53      | クライマックス FPF 1.5L L4  |
| ジム・ホール                               | 25  | ジム・ホール                     | ロータス         | 21       | クライマックス FPF 1.5L L4  |
| ジョン・メコム                             | 26  | ロブ・シュローダー               | ロータス         | 24       | クライマックス FPF 1.5L L4  |
| ソース:                                    |     |                                  |                  |          |                             |

追記
- タイヤは全車ダンロップ
- ^1 - エントリーしたが出場せず
- ^2 - P.ヒルは予選のみボニエのマシンをドライブ

## 結果

### 予選
| 順位    | No. | ドライバー                       | コンストラクター        | タイム | 差    | グリッド |
| ------- | --- | -------------------------------- | ----------------------- | ------ | ----- | -------- |
| 1       | 8   | ジム・クラーク                   | ロータス-クライマックス | 1:15.8 | —     | 1        |
| 2       | 5   | リッチー・ギンサー               | BRM                     | 1:16.6 | +0.8  | 2        |
| 3       | 4   | グラハム・ヒル                   | BRM                     | 1:16.7 | +0.9  | 3        |
| 4       | 10  | ダン・ガーニー                   | ポルシェ                | 1:16.9 | +1.1  | 4        |
| 5       | 17  | ジャック・ブラバム               | ブラバム-クライマックス | 1:16.9 | +1.1  | 5        |
| 6       | 21  | ブルース・マクラーレン           | クーパー-クライマックス | 1:17.3 | +1.5  | 6        |
| 7       | 16  | マステン・グレゴリー             | ロータス-BRM            | 1:17.9 | +2.1  | 7        |
| 8       | 9   | トレバー・テイラー               | ロータス-クライマックス | 1:18.0 | +2.2  | 8        |
| 9       | 11  | ヨアキム・ボニエ                 | ポルシェ                | 1:19.0 | +3.2  | 9        |
| 10      | 22  | トニー・マグス                   | クーパー-クライマックス | 1:19.7 | +3.9  | 10       |
| 11      | 19  | ロイ・サルヴァドーリ             | ローラ-クライマックス   | 1:19.8 | +4.0  | DNS      |
| 12      | 23  | ティミー・メイヤー               | クーパー-クライマックス | 1:20.7 | +4.9  | 11       |
| 13      | 14  | ロジャー・ペンスキー             | ロータス-クライマックス | 1:21.3 | +5.5  | 12       |
| 14      | 12  | カレル・ゴダン・ド・ボーフォール | ポルシェ                | 1:21.8 | +6.0  | 13       |
| 15      | 24  | ハップ・シャープ                 | クーパー-クライマックス | 1:22.4 | +6.6  | 14       |
| 16      | 15  | イネス・アイルランド             | ロータス-クライマックス | 1:24.0 | +8.2  | 15       |
| 17      | 26  | ロブ・シュローダー               | ロータス-クライマックス | 1:24.0 | +8.2  | 16       |
| 18      | 25  | ジム・ホール                     | ロータス-クライマックス | 1:24.7 | +8.9  | DNS      |
| 19      | 6   | モーリス・トランティニアン       | ロータス-クライマックス | 1:25.8 | +10.0 | 17       |
| 20      | 18  | ジョン・サーティース             | ローラ-クライマックス   | 1:29.2 | +13.4 | 18       |
| 21      | 11  | フィル・ヒル                     | ポルシェ                | 1:32.6 | +16.8 | DNS      |
| ソース: |     |                                  |                         |        |       |          |

### 決勝
| 順位    | No. | ドライバー                       | コンストラクター        | 周回数 | タイム/リタイア原因        | グリッド | ポイント |
| ------- | --- | -------------------------------- | ----------------------- | ------ | -------------------------- | -------- | -------- |
| 1       | 8   | ジム・クラーク                   | ロータス-クライマックス | 100    | 2:07:13.0                  | 1        | 9        |
| 2       | 4   | グラハム・ヒル                   | BRM                     | 100    | +9.2                       | 3        | 6        |
| 3       | 21  | ブルース・マクラーレン           | クーパー-クライマックス | 99     | +1 Lap                     | 6        | 4        |
| 4       | 17  | ジャック・ブラバム               | ブラバム-クライマックス | 99     | +1 Lap                     | 5        | 3        |
| 5       | 10  | ダン・ガーニー                   | ポルシェ                | 99     | +1 Lap                     | 4        | 2        |
| 6       | 16  | マステン・グレゴリー             | ロータス-BRM            | 99     | +1 Lap                     | 7        | 1        |
| 7       | 22  | トニー・マグス                   | クーパー-クライマックス | 97     | +3 Laps                    | 10       |          |
| 8       | 15  | イネス・アイルランド             | ロータス-クライマックス | 96     | +4 Laps                    | 15       |          |
| 9       | 14  | ロジャー・ペンスキー             | ロータス-クライマックス | 96     | +4 Laps                    | 12       |          |
| 10      | 26  | ロブ・シュローダー               | ロータス-クライマックス | 93     | +7 Laps                    | 16       |          |
| 11      | 24  | ハップ・シャープ                 | クーパー-クライマックス | 91     | +9 Laps                    | 14       |          |
| 12      | 9   | トレバー・テイラー               | ロータス-クライマックス | 85     | +15 Laps                   | 8        |          |
| 13      | 11  | ヨアキム・ボニエ                 | ポルシェ                | 79     | +21 Laps                   | 9        |          |
| Ret     | 5   | リッチー・ギンサー               | BRM                     | 35     | エンジン                   | 2        |          |
| Ret     | 6   | モーリス・トランティニアン       | ロータス-クライマックス | 32     | ブレーキ                   | 17       |          |
| Ret     | 23  | ティミー・メイヤー               | クーパー-クライマックス | 31     | イグニッション             | 11       |          |
| Ret     | 18  | ジョン・サーティース             | ローラ-クライマックス   | 19     | エンジン                   | 18       |          |
| Ret     | 12  | カレル・ゴダン・ド・ボーフォール | ポルシェ                | 9      | アクシデント               | 13       |          |
| DNS     | 19  | ロイ・サルヴァドーリ             | ローラ-クライマックス   |        | マシンをサーティースに譲る |          |          |
| DNS     | 25  | ジム・ホール                     | ロータス-クライマックス |        | エンジン                   |          |          |
| DNS     | 11  | フィル・ヒル                     | ポルシェ                |        | ボニエのマシンをドライブ   |          |          |
| ソース: |     |                                  |                         |        |                            |          |          |

ラップリーダー
- 1-11=ジム・クラーク、12-18=グラハム・ヒル、19-100=クラーク

## 第8戦終了時点のランキング
|   | 順位 | ドライバー             | ポイント |
| - | ---- | ---------------------- | -------- |
|   | 1    | グラハム・ヒル         | 39 (43)  |
| 1 | 2    | ジム・クラーク         | 30       |
| 1 | 3    | ブルース・マクラーレン | 24 (26)  |
|   | 4    | ジョン・サーティース   | 19       |
| 1 | 5    | ダン・ガーニー         | 15       |

|   | 順位 | コンストラクター        | ポイント |
| - | ---- | ----------------------- | -------- |
|   | 1    | BRM                     | 39 (47)  |
|   | 2    | ロータス-クライマックス | 36       |
|   | 3    | クーパー-クライマックス | 27 (31)  |
|   | 4    | ローラ-クライマックス   | 19       |
| 1 | 5    | ポルシェ                | 18 (19)  |

- 注:  トップ5のみ表示。ベスト5戦のみがカウントされる。ポイントは有効ポイント、括弧内は総獲得ポイント。